# 娄底广播电视台
娄底广播电视台为中华人民共和国湖南省婁底市的一家廣播電視播出機構，是中共娄底市委、娄底市人民政府直属的正处级事业单位。

## 历史沿革
1981年7月1日，娄底地区石马山电视差转台建成开播，以转播中国中央电视台、湖南电视台的节目，其功率为50瓦，电视信号亦可覆盖娄底全市:1368。1984年3月，娄底地区广播电视局开始摄制电视专题片，为成立娄底电视台做准备，同年10月1日，地区差转台首次播出自编的庆祝中华人民共和国成立35周年的专题片。此后娄底电视转播台又播出了中共娄底地区党委宣传部等制作的艺术片《娄底金秋》、宣传片《赤子之心》、《涟水河畔年轻城》等，并在湖南省台及其他县市电视台播出:639。
1988年11月，中共娄底市委、娄底市府开始筹建娄底电视台，不定期地播出自制新闻节目，1989年7月，中华人民共和国国家广播电影电视部批准该台建立，其播出功率1000瓦，并在16频道试播。每周播出2次，每次4小时:1369。1991年1月，电视台改为每周播出3次。1992年5月5日，娄底电视台正式开播，并于同年10月改为每天播出。与此同时，娄底有线电视台亦于1992年6月成立，但没有在国家广电总局登记；1998年2月，国家广电部同意娄底电视台台名为“娄底地区电视台”，电视频道呼号则为“娄底电视台”。1999年，娄底广电中心成立，娄底电视台、娄底有线电视台以及娄底电台实质合并，仅保留对外呼号。1999年，娄底地区撤地建市，娄底地区电视台更名为娄底市电视台，有线电视台改设为娄底电视台生活频道，但于2002年3月裁撤:第十一节 娄底市。后来，娄底广电中心改制为娄底广播电视台。

## 旗下資產

### 電視频道

#### 现有频道
| 頻道名稱     | 语言   | 广播格式                       | 啟播時間     | 频道前身                          | 備註                                                       | 備註 |
| 新闻综合频道 | 普通话 | SDTV 576i 16:9 HDTV 1080i 16:9 | 1992年5月5日 | 娄底电视台                        | 娄底市第一个无线电视频道，现时以新闻、时事、专题类节目为主 |      |
| 公共频道     | 普通话 | SDTV 576i 16:9 HDTV 1080i 16:9 | 2002年       | 娄底有线电视台 娄底电视台生活频道 | 娄底市第一个有线电视频道，政策性综合电视频道               |      |

#### 停播频道
| 頻道名稱 | 语言   | 广播格式                       | 啟播時間 | 频道前身                              | 備註 | 備註 |
| 教育频道 | 普通话 | SDTV 576i 16:9 HDTV 1080i 16:9 |          | 娄底广播电视台都市频道 娄底教育电视台 | 该频道虽实际属于娄底广播电视台，但因历史遗留问题，备案设立主体仍属于娄底市教育局 于2023年5月10日停播，但截至2023年12月31日仍保留备案 |      |

### 广播頻率
| 頻道名稱 | 语言   | 频道频率          | 啟播時間 | 频道前身 | 備註                                                                     |
| 综合广播 | 普通話 | FM 98.0/107.2 MHz |          |          | 娄底市第一个广播频率，以新聞、時事、專題、公益、監督類節目為主的綜合頻率 |
| 交通广播 | 普通話 | FM 96.3 MHz       |          |          | 主要為駕車人士服務的頻率，提供路況播報、生活資訊、服務類節目             |

## 节目
娄底广播电视台是娄底市人民政府直屬的正處級事業單位，也被定义为中共娄底市委与娄底市人民政府的喉舌。其有資格組織編排製作廣播電視節目，并负责转播中央和省级广播、电视节目，以服務中國共產黨、中华人民共和国各級政府的政治宣傳。因此，该台的广播频率以及电视频道在每天晚上会分别轉播中央人民广播电台的《全國新聞聯播》以及中国中央电视台的《新闻联播》新聞節目。在電視部門，《娄底新闻联播》是該台最主要的自辦電視新聞欄目，其隨電視台而創立，以報導在地新聞見長，除此之外，該台還有《娄底午间新闻》、《县市新闻》、《娄星新闻》等直播新聞節目。

## 引用
1. 1 2  娄底地区地方志编纂委员会. . 湖南省长沙市: 湖南人民出版社. 1997年. ISBN 9787543816619.
2. ↑  娄底市志编纂委员会. . 北京市: 中国社会出版社. 1997年. ISBN 9787800889370.
3. ↑  . 娄底市人民政府. 中国湖南省娄底市. 2011-05-05  [2024-03-10].
4. ↑  湖南省地方志编纂委员会 编. . 中国北京市: 中国文史出版社. 2007年  [2024-03-10]. ISBN 9787503419669. （原始内容存档于2023-03-08）.
5. ↑  木子. . 华声在线. 2011-11-06  [2024-03-10]. （原始内容存档于2024-03-10）.
6. 1 2 3 4  . 中华人民共和国国家广电总局. 2014-01-16  [2024-02-27]. （原始内容存档于2024-02-05）.
7. 1 2  . 娄底廉政.   [2024-05-17].
8. ↑  . 中华人民共和国国家广电总局.   [2024-01-16]. （原始内容存档于2024-01-18）.
9. ↑  . 娄底市城市管理和综合执法局. 2023-04-12  [2024-03-10].
10. ↑  吴红. . 华声在线. 2022-11-14  [2024-03-10]. （原始内容存档于2024-03-10）.
11. ↑  . 国家广播电视总局. 2022-02-11  [2024-02-05]. （原始内容存档于2022-06-15）.
12. ↑  . 中国网络电视台.   [2024-04-09]. （原始内容存档于2024-04-09）.
13. ↑  林照真.  (PDF). 《傳播與社會學刊》 (香港: 香港中文大學出版社). 2015年, (32): 138–139  [2024-04-12]. ISSN 1992-1985. （原始内容存档 (PDF)于2024-04-24）.